# Slowakische Badmintonmeisterschaft 1979
Die Slowakische Badmintonmeisterschaft 1979 war die 13. offizielle Auflage der Titelkämpfe im Badminton in der Slowakei. Sie fand vom 29. bis zum 30. April 1979 in Trnava statt.

## Medaillengewinner
| Disziplin    | Gold                             | Silber                        | Bronze                           |
| ------------ | -------------------------------- | ----------------------------- | -------------------------------- |
| Herreneinzel | Lubomír Tetur                    | Juraj Lenárt                  | Vladimír Vaško                   |
| Herreneinzel | Lubomír Tetur                    | Juraj Lenárt                  | Miroslav Košíček                 |
| Dameneinzel  | Dagmar Benická                   | Jana Schrotterová             | Anna Konečná                     |
| Dameneinzel  | Dagmar Benická                   | Jana Schrotterová             | Lenka Koblihová                  |
| Herrendoppel | Lubomír Tetur Jaroslav Kozák     | Juraj Lenárt Dušan Mošon      | Alojz Keníž Ľubomír Schmidtmayer |
| Herrendoppel | Lubomír Tetur Jaroslav Kozák     | Juraj Lenárt Dušan Mošon      | Vladimír Vaško Miroslav Košíček  |
| Damendoppel  | Jana Schrotterová Dagmar Benická | Anna Konečná Ľuba Saláková    | Jitka Čuprová Svetlana Mydlíková |
| Damendoppel  | Jana Schrotterová Dagmar Benická | Anna Konečná Ľuba Saláková    | Eva Matyusová Viera Kováčiková   |
| Mixed        | Juraj Lenárt Dagmar Benická      | Dušan Mošon Jana Schrotterová | Vladimír Vaško Jitka Čuprová     |
| Mixed        | Juraj Lenárt Dagmar Benická      | Dušan Mošon Jana Schrotterová | Lubomír Tetur Viera Kováčiková   |